# Віденський медичний університет
Віденський медичний університет (нім. Medizinische Universität Wien, MUW) — медичний університет у Відні, Австрія. Є найбільшим медичним науково-дослідним інститутом Австрії та найбільшим медичним університетом в німецькомовних країнах (понад 8000 студентів і близько 1200 викладачів).
Університет заснований у 1365 році як медичний факультет Віденського університету, з 2004 року — самостійний університет.
З 1902 до 1938 року на цьому факультеті працював Зигмунд Фрейд.

## Статистичні дані
До складу університету входять:
- 31 університетських клінік та клінічних інститутів
- 12 медично-теоретичних підрозділів.

Заклади університету проводять за рік 48 000 операцій
Щороку тут проходять лікування:
- 100 000 стаціонарних хворих,
- 605 000 амбулантних хворих.